# إبراهيم عبد الهادي
إبراهيم عبد الهادي باشا المليجي (14 فبراير 1896 - 18 فبراير 1981) هو رئيس وزراء مصر من ديسمبر 1948 – ت. 25 يوليو 1949.

## حياته
إبراهيم عبد الهادي التحق بحزب الوفد منذ بداية نشأته، كما انضم لجماعة اليد السوداء التابعة للوفد منذ نشأتها وهي جماعة مسلحة تقوم ببعض الاغتيالات ثم أصبح رئيس الديوان الملكي حتى اختاره الملك ليتولى رئاسة الوزراء بعد النقراشي.
ولد عام 1896 في الزرقا محافظة دمياط. اشتهر بنشاطه الطلابي وشارك في ثورة 1919 وحكم عليه بالأشغال الشاقة وأطلق سراحه عام 1924. وكان من أبرز أعضاء الهيئة السعدية بعد تشكيلها عام 1938.
عين وزيراً للدولة للشئون البرلمانية في وزارة علي ماهر في أغسطس 1939 ثم وزيراً للتجارة والصناعة 1940. تولى في فبراير 1947 رئاسة الديوان الملكي. علي اثر مقتل النقراشي باشا عهد الملك إلى إبراهيم عبد الهادي رئيس الديوان الملكي بتأليف الوزارة الجديدة، فألفها في ساعة متأخرة في مساء نفس اليوم. كان الملك يسعى إلى تأليف وزارة قومية تضم مختلف الأحزاب التقليدية أملاً في توحيد الصفوف وتركيز الجهود لمواجهة الظروف الداخلية والخارجية، وقد عرض عبد الهادي باشا على الوفد أن يشترك في الوزارة فرفض وطلب الحزب الوطني مهلة للتفكير، ولم تكن ظروف البلاد وحادث اغتيال النقراشي باشا تسمح بالتأخير في تأليف الوزارة ولذلك تقرر تأليفها على وجه السرعة من السعديين والدستوريين وبعض المستقلين.
واجهت الوزارة في بداية تشكيلها موجات من أعمال الإرهاب تمثلت في محاولة أحد الشبان نسف دار محكمة الاستئناف بباب الخلق، وذلك بوضع حقيبة متفجرات في أحد ممرات المحكمة، وشاء الله أن تنفجر قبل وصول الموظفين والمتقاضين، وضبط الجاني وكان ينتمي إلى جماعة الإخوان المسلمين، وعلل جريمته بأنه كان يستهدف نسف مكتب النائب العام بما فيه من وثائق تدين بعض أعضاء الجماعة.

مساء يوم السبت 12 فبراير أطلق مجهول عدة أعيرة نارية على حسن البنا المرشد العام للإخوان المسلمين بينما كان يغادر «جمعية الشبان المسلمين»، وبعد ساعات فارق الحياة، وكان قد أصدر بياناً قبل شهر من مصرعه استنكر فيه نزعة القتل والاجرام ودعا إلى الوئام وتوحيد الكلمة، ويتهمه الإخوان مع القصر بالأمر بقتله، وعندما قامت الثورة في 23 يوليو من عام 1952 أخذت حكومة الثورة على عاتقها محاكمة المتورطين في اغتيال حسن البنا، وقبض على المتهمين باغتياله وقدموا أمام محكمة جنايات القاهرة حيث صدرت ضدهم أحكام بالسجن في أغسطس 1954 ونص القاضي في حيثيات الحكم على:
وقد أُفرج عن القتلة في مدد متفرقة لأسباب صحية ولم يقض أي منهم مدة الحكم بالسجن كاملة.
إزاء هذا التيار استصدرت الوزارة من البرلمان قانوناً بمد الأحكام العرفية سنة أخرى، وأقر البرلمان القانون بحجة أن حالة الحرب مع فلسطين ما تزال قائمة برغم عقد الهدنة في فبراير 1949.
عنيت الوزارة بتوفير المواد الغذائية ومواد التموين وأبدت نشاطاً ملحوظاً في مكافحة الغلاء، مما أدى إلى توافر السلع وخفض أسعارها، وزادت مقررات البترول ومقررات السكر، وآثرت مصلحة الجمهور على مصالح الشركات والرأسماليين مما ترتب عليه أن استهدفت الوزارة لحرب من بعض كبار الرأسماليين وسعيهم المتواصل لإسقاطها.
في أواخر عهد الوزارة بدأ خلاف بين الأحزاب المشكلة منها حول تقسيم الدوائر الانتخابية بسبب قرب انتخابات مجلس النواب الجديد، وقد تحول هذا الخلاف إلى أزمة بسبب محاولة كل حزب استقطاب أعداد من الأحزاب الأخرى إليه مما أدى في النهاية إلى إضعاف الوزارة وإسقاطها في 25 يوليو 49.
- بعد قيام ثورة 23 يوليو كان من بين من حوكموا أمام محكمة الثورة وحكم عليه بالإعدام ثم خفف الحكم بعد ذلك عن طريق الرئيس الراحل محمد نجيب

| سبقه: محمود فهمي النقراشي | رئيس وزراء مصر: (1949- 1948) | خلفه: حسين سري باشا |

## مناصبه الوزاريه
| الوزارة                     | بداية الفترة | نهاية الفترة | مجلس الوزراء                           |
| --------------------------- | ------------ | ------------ | -------------------------------------- |
| وزير دولة للشئون البرلمانية | 18-أغسطس-39  | 27-يونيو-40  | وزارة علي ماهر باشا الثانية            |
| وزير التجارة والصناعة       | 27-يونيو-40  | 14-نوفمبر-40 | وزارة حسن صبري باشا                    |
| وزير الأشغال العمومية       | 31-يوليو-41  | 04-فبراير-42 | وزارة حسين سري باشا الثانية            |
| وزير الصحة العمومية         | 08-أكتوبر-44 | 15-يناير-45  | وزارة أحمد ماهر باشا الأولى            |
| وزير الصحة العمومية         | 15-يناير-45  | 24-فبراير-45 | وزارة أحمد ماهر باشا الثانية           |
| وزير الصحة العمومية         | 24-فبراير-45 | 15-فبراير-46 | وزارة محمود فهمي النقراشي باشا الأولى  |
| وزير العدل                  | ديسمبر-45    | 15-فبراير-46 | وزارة محمود فهمي النقراشي باشا الأولى  |
| وزير الخارجية               | 11-سبتمبر-46 | 09-ديسمبر-46 | وزارة إسماعيل صدقي باشا الثالثة        |
| وزير المالية                | 09-ديسمبر-46 | 18-فبراير-47 | وزارة محمود فهمي النقراشي باشا الثانية |
| رئيس الوزراء المصري         | 28-ديسمبر-48 | 25-يوليو-49  | وزارة إبراهيم عبد الهادي باشا          |
| وزير الداخلية               | 28-ديسمبر-48 | 25-يوليو-49  | وزارة إبراهيم عبد الهادي باشا          |
| وزير المالية                | 28-ديسمبر-48 | 15-يناير-49  | وزارة إبراهيم عبد الهادي باشا          |